# Имануел Кант
Имануел Кант (на немски: Immanuel Kant; 22 април 1724 – 12 февруари 1804) е германски философ от 18 век от пруския град Кьонигсберг.
Кант е последният влиятелен философ на модерна Европа от класическата редица по теория на знанието по време на Просвещението, която започва с Джон Лок, Джордж Бъркли и Дейвид Хюм. Той е сред най-влиятелните мислители в историята на западната философия. Неговата мисъл оказва силно влияние също и върху формирането и развитието на най-новите философски направления и традиции – феноменология, херменевтика, екзистенциализъм, позитивизъм, постструктурализъм, аналитична философия.

## Биография

### Произход и младежки години
Имануел Кант е роден през 1724 г. в Кьонигсберг (днес Калининград), столицата на Прусия. Той е четвъртото от единадесет деца на семейството, от които само четири достигат до зряла възраст. Баща му, Йохан Георг Кант (1682 – 1746) е самарджия, родом от Мемел (днес Клайпеда) и син на преселник от Шотландия. Майка му, Регина Доротея Ройтер (1697 – 1737), е родена в Нюрнберг. Кръстен при раждането си Емануел, той променя името си на Имануел, след като научава староеврейски.
Кант израства в скромна и особено набожна среда, свързана с пиетисткото направление на лутеранството, което се застъпва за силна религиозна отдаденост, лично смирение и буквално разбиране на текстовете на Библията. Училището, което посещава, също държи на строгата дисциплина, като обучението набляга на латинския и религиозното възпитание за сметка на математиката и природните науки. През този период той се проявява като солиден, макар и не блестящ, ученик. Смята се, че през целия си живот Кант не се отдалечава на повече от десет мили от родния Кьонигсберг.
През 1740 г., шестнадесетгодишен, Имануел Кант постъпва в Кьонигсбергския университет, където ще премине и цялата му академична кариера. Там изучава философията на Готфрид Лайбниц и Кристиан Волф под ръководството на Мартин Кнутцен, рационалист, който следи развитието на британската философия и наука и запознава Кант с новата математическа физика на Исак Нютон. Кнутцен успява да отклони Кант от теорията на Лайбниц за предварително установената хармония, която нарича „възглавница за мързеливия ум“, както и от идеализма, отхвърлян от повечето философи на 18. век. В по-късните си трудове Кант критикува традиционния идеализъм, според който реалността е изцяло въобразена, и създава своя собствена теория, наричана трансцендентален идеализъм.

### Академична кариера
През 1755 г. Кант защитава дисертация с труда си „За огъня“ (De lgne); още същата година получава научна степен въз основа на изследването си „Ново осветляване на първите принципи на метафизическото послание (Neue Erhellung der ersten Grundsatze metaphysischer Erkenntnis или Principiorum primorum cognitionis methaphysicae nova dilucidatio). Малко по-късно става приват-доцент. Освен философия преподава логика, математика, естествознание, физическа география, педагогика и др. През 1766 г. заема поста помощник – библиотекар на Кралска дворцова библиотека и остава на тази длъжност до 1772 г.
От Ерланген през 1769 г. го канят да поеме току-що създадената катедра по теоретическа философия, но Кант отказва, обосновавайки се със своята привързаност към родния град и разклатеното си здраве. Малко след като го канят повторно – този път в Йена, през март 1770 г. най-сетне е обявен за професор по логика и метафизика в университета в Кьонингсберг.
През 1781 г. излиза основното му произведение – „Критика на чистия разум“ (Kritik der reinen Vernunft), чиито основни идеи прецизира в студията си „Пролегомени на всяка бъдеща метафизика“ (Prolegomena) от 1783 г. Следват произведенията „Основоположения на метафизиката на нравите“ (1785), „Критика на практическия разум“ (1788), „Критика на способността за съждение“ (1790), „Религията само в границите на разума“ (1793), „Към вечния мир. Философски скици“ (1793), „Метафизика на нравите“ (1797) и др.

### „Критика на чистия разум“
След Кант е прието да се говори за две основни течения във философията на Просвещението – „рационалистично“, което започва с Рене Декарт, и „емпирично“, което води началото си от Джон Лок. Рационализмът се опитва да конструира основаващ се върху разума модел на света, вземайки за образец математиката. Този рационализъм, смята Кант, се е втвърдил и превърнал в „догматизъм“ в лицето на господстващата по негово време в Германия философия на Лайбниц и Волф. Според Кант емпиризмът се намира в задънена улица. След като големият скептик Дейвид Хюм изхвърля зад борда едните ненамиращи основание в опита умозрителни „сигурни твърдения“ като идеята за каузалността (връзката между причина и следствие), вече никое познание не може да претендира за по-голяма сигурност, за нещо повече от отделно, изолирано сетивно възприятие. При все това: докато емпиризмът и рационализмът се конкурират помежду си, в науката възниква великолепната мисловна постройка на Нютоновата физика, в която математическият рационализъм и емпиричното изследване вървят ръка за ръка. Следователно би трябвало да бъде възможно освободеното от всякакви догми понятие за разума да се съвмести с вече не толкова крайното скептично понятие за опита.
Кант постига този синтез между рационализъм и емпиризъм след продължил няколко десетилетия труд – това става в излязлата през 1781 г. „Критика на чистия разум“ (Kritik der reinen Vernunft). Тази първа от общо трите Кантови критики е призвана да изясни въпроса дали изобщо са възможни разумни, а това ще рече надеждни и смислени съждения, или казано по Кантовски – „синтетически съждения априори“. Тук „синтетическо“ ще рече, че едно понятие не се изследва само „аналитически“, за да се открие онова, което логически се съдържа в него (например“ „Топката е кръгла“), а че може да му се припише и друго качество, което предполага допълнително наблюдение (например: „Топката се търкаля, защото е кръгла“). „Априори“ означава, че изказаното съждение е неопровержимо поначало и е над-опитно. Открай време най-здравият бастион на рационализма е очевидността, разбиращото се от само себе си твърдение, математическите аксиоми. Ето защо Кант се захваща да изследва как изобщо е възможна математиката. Това става в първата част на „Критика на чистия разум“, в „трансценденталната естетика“. Под „естетика“ Кант разбира учението за възприятията или, както той се изразява, за „нагледа“; „трансцендентално“ значи, че той се интересува не от отделните конкретни възприятия, а от „чистите форми“ на възприятието (което в действителност никога не е изолирано), от това, което изобщо прави възприятията възможни.
Кант констатира, че ние при всички случаи възприемаме разположени в пространството предмети и процеси, които се случват във времето. Пространство и време обаче не са дадености, които съществуват сами по себе си. Те са нашият начин, по който подреждаме света. Само гледано от нашата перспектива се определя кое е ляво и кое – дясно, кое е образ и кое – отражение в огледалото. Ние, които привидно сме „субектът“ (дословно: „онова, което лежи отдолу, подлежащото“ на сетивността, формираме възприятието според нашите форми на нагледа. Във възприятията си можем да се абстрахираме от пространството и времето, затова и не знаем как би трябвало да си представяме едно „нещо само по себе си“ и все пак светът на тези „неща сами по себе си“ или ноумени (разсъдъчна вещ, мисловен предмет) съществува, защото нашите възприятия трябва да имат някакъв източник. И тъй като на нас, хората, всичко по необходимост ни е във формите на пространство и време, то тези „чисти форми на нагледа“ са и надеждна основа на математиката – на геометрията, създаваща конструкции по подобие на пространството, на аритметиката, пресъздаваща в непрекъснатата поредност на числата в конструкции по подобие на времевата последователност.
След като е отговорил на въпроса за възможностите на математиката в духа на рационализма, Кант преминава към следващия въпрос, а именно – как е възможна „чиста“ природна наука, т.е. дали освен чистите форми на нагледа има и подобни форми на мисленето, които априори да позволяват „синтетични съждения“ за „съзерцаваните“ предмети. Той открива такива твърди форми на мисленето в унаследените разсъдъчни категории, останали почти непроменени от Аристотел насам. Такива форми на съждението са „ако..., то тогава...“, на каузалността, а също и логическите принципи на тъждеството и нетъждествеността. Мисленето и общовалидни разсъдъчни форми или категории не се извършва автоматично като възприемането във формите на време и пространство: аз мога да формирам различни съждения от типа на: „Винаги когато вали повече от два дни, получавам депресия“. Общовалидните съждения „Продължителните дъждове могат да предизвикат у някои хора депресия“, напротив, предполагат, че аз заставам на позицията на онова, което могат да осъзнаят всички хора. Това обобщаващо Аз, което се отличава от „емпиричното Аз“, е наречено от Кант „трансцендентално Аз“. „Спонтанен“, следователно свободен акт на самосъзнанието е да се присъединиш към гледната точка на трансценденталното Аз; всеки е в състояние да го постигне. Поради това е възможно да съществува „чиста“ природна наука, основана на категории, осъзнавана от всекиго – при положение, че има една мисловна инстанция, която обединява мисловните категории с възприятията. Тази инстанция е „силата на въображението“. Именно тя ни дава възможност да редуцираме възприятията си до опростена „схема“, чрез която можем да отсъждаме в категории. „Сила на въображението“ (способността за представи) е и онова, което дава на учения възможността да антиципира наблюдения, тоест да формира хипотези, които едва след това да проверява емпирично.
Кант успява да докаже възможностите на природната наука благодарение на извършения от него, както не сам без гордост отбелязва, „коперникански преврат“ в начина на наблюдение върху взаимоотношенията между предмет на познанието и субект на познанието: познанието изхожда не от неща, които предизвикват изменения в опознавания субект, а от субекта, който изследва нещата във формите на възприемане и мислене, с които разполага. Ние опознаваме света не такъв, какъвто е сам по себе си, такъв какъвто е за нас – и това е напълно достатъчно, във всеки случай поне за естествените науки. Но как стоят нещата с класическите предмети на метафизиката, с въпросите за Бог, за душата, за битието на света? Това е темата на третата основна част на „Критика на чистия разум“ – трансценденталната диалектика“. Разумът на естествените науки, който Кант нарича още „разсъдък“ се занимава с емпиричния свят. Той не е в състояние да даде сведения за неща, които се намират извън, отвъд него.И все пак в нашия разум има „идеи“, които излизат извън света на реално съществуващото, осезаемото, например идеята за доброто. Доброто не може „да се пипне“, но то трябва да съществува. То не е факт, а „регулативна идея“, която дава посока на мисленето. Доколкото нашият разум произвежда такива идеи, той е свободен, защото сам поставя целите си – за разлика от нашето емпирично Аз, което е част от емпиричния свят и поради това е подчинено на детерминиращата зависимост между причина и следствие.
Моралните идеи като тази за доброто са общовалидни, те са идеи на човечеството и могат да бъдат проверени от разума. Следователно метафизиката е възможна в смисъл на учение за свободата или учение за това, което трябва да бъде – и в никакъв друг смисъл. В „Критика на чистия разум“ са заложени основите на Кантовата етика, които са доразвити в „Основоположения на метафизиката на нравите“ (Grundlegungen zur Metaphysik der Sitten) и в „Критика на практическия разум“ (Kritik der praktischen Vernunft).

### Последни години
Кант умира на 12 февруари 1804 г.

## Философия
Кант назовава собствената си философска доктрина трансцендентален идеализъм. Според него още традиционно философията е призвана да отговори на три основни въпроса, които са: Какво мога да знам?, Какво съм длъжен да правя? и На какво следва да се надявам? На тези въпроси респективно се опитват да отговорят трите критически съчинения на Кант: „Критика на чистия разум“, „Критика на практическия разум“ и „Критика на способността за съждение“.
Една от централните теми в работите на Кант е темата за свободата, която той разглежда в два плана – трансцендентален и практически. Трансценденталният аспект на разглеждане на свободата следва да отговори на въпроса, как е възможна свободата при положение, че всички събития в природния свят са причинно-следствено детерминирани. Кант отговаря на този въпрос въз основа на разграничението му между феноменален и ноуменален свят, първият от които е светът на природната необходимост, а втория – светът на свободата в качеството ни на морално-отговорни, т.е. разумни същества. Собствено практическият аспект в разглеждането на свободата се интересува от моралната свобода като изява на автономията на нашия разум, в способността му да определя мотивите на нашите постъпки и действия, независимо от подбудите на сетивността (независимо от чувството за удоволствие или неудоволствие).
Кант оказва голямо влияние върху философията на романтизма и на идеализма през 19 век и трудовете му са отправна точка за Хегел. Кант се приема за родоначалник на немската класическа философия. Във „Всеобща естествена история и теория на небето“ той излага хипотеза за произхода на Слънчевата система, с която нанася удар на метафизичния възглед за света. От 1770 г. с т. нар. философия на критиката Кант се обявява срещу догматизма на умозрителната метафизика. Според него обективно съществуват „неща в себе си“, които действат върху сетивата и пораждат хаос на усещанията, поставяни в ред от априорни форми на сетивността (пространството и времето) и от 12 категории на разсъдъка. Поставя началото на диалектическия метод, доразвит от Фихте, Шелинг и Хегел. В няколко труда и съчинения с център „Критика на чистия разум“ Кант развива и учението логика, като разграничава обикновена или обща (формална) и трансцендентална логика. Етическата система на Кант в труда му „Критика на практическия разум“ е основана върху понятието дълг.
Теориите на Кант довеждат до възникването на две основни школи (течения) във философията – кантианство и неокантианство.

## Политическа философия
Имануел Кант подкрепя класическия републикански подход към политическата философия. Във „Вечния мир: философски проект“ (1795) Кант изброява няколко условия, които той смята, че са необходими за прекратяване на войните и създаване на траен мир. Те включват един свят на конституционните републики чрез създаване на политическа общност. Неговата класическа републиканска теория беше разширена в Учение за правото (1797), първата част от Метафизика на морала. В края на 20. век политическата философия на Кант се ползвала със забележителен подем в англоговорещите страни.
Най-голямата изобретателност на Кант във философията на закона и на политическата философия е учението на „правото“ (Rechtsstaat). Според тази доктрина, силата на държавата е ограничена, за да се защитят гражданите от произволно упражняване на власт. Rechtsstaat е понятие в континенталното европейско правно мислене, първоначално заимствана от германската съдебна практика, която може да се преведе като „правова държава“ или „държава на права“. Това е „конституционно състояние“, в което упражняването на държавна власт е ограничена от закона и често е свързана с англо-американската концепция за върховенството на закона. Политическата философия на Кант е описана като либерална.
В учението на Кант за Rechtsstaat гражданите споделят основани на закона граждански права и могат да използват съдилищата. Една страна не може да бъде либерална демокрация, без първо да бъде Rechtsstaat. Немските писатели обикновено поставят теориите на Имануел Кант в началото на техните обяснения/разкази на движението към Rechtsstaat. „The Rechtsstaat“ в смисъла на „правова държава“ е въведен в най-новите творби на Имануел Кант след като американската и френската конституции бяха приети в края на 18. век. Подхода на Кант се основава на върховенството на писаната конституция на страната. Това върховенство трябва да създаде гаранции за изпълнението на централната му идея: постоянен мирен живот като основно условие за щастието на своя народ и тяхното развитие. Кант обосновава неговото учение на конституционно управление и конституционно правителство. Така Кант е формулирал основният проблем на конституционализма, „Конституцията на една държава се основава на морала на своите граждани, които в действията си се основават на добротата на тази конституция.“ Идеята на Кант е в основата на конституционната теория на 21 век.
Концепцията за Rechtsstaat се основава на идеи, открити от Имануел Кант, например в „Основи на метафизика на морала“: "Задачата за създаване на универсален и постоянен мирен живот не е само част от теорията на правото в рамките на чистия разум, но сама по себе си абсолютна и крайна цел. За постигането тази цел, всяка държава трябва да се превърне в общност на голям брой хора, живеещи със законодателни гаранции за техните права на собственост, обезпечени с обща конституция. Превъзходството на тази конституция, трябва да се извлече предварително от съображения за постигане на абсолютен идеал в най-опростена и честна организация на живот на хората под егидата на публичното право. Концепцията на Rechtsstaat се появи в немския контекст в книгата на Робърт фон Mол "Die deutsche Polizeiwissenschaft Nach Den Grundsätzen des Rechtsstaates („немската полицейска наука в съответствие с принципите на правовата държава“ – 1832 – 1834), и е била в контраст с аристократичната полицейска държава.
Критиците на ЕС подчертават, че относителната неспособност на Съюза да се наложи, като влиятелен външнополитически обект, на международната сцена, произтича от фактът, че европейските институции се основават на Кантовите норми. Заради това те срещат изключителна трудност, когато се изправят пред проблемите на истинския свят.
Той противопоставя „демокрация“, която в тази епоха означаваше пряка демокрация, вярвайки, че правилото на мнозинството представлява заплаха за личната свобода. Той заявява: „..демокрацията е, честно казано, един необходим деспотизъм, тъй като се установява власт, в която „всички“ гласуват за или против. Това се случва без мнозинството да се съобрази с някого, който ще бъде против; Тези „всички“, което изобщо не обхваща цялата общност, те решават. Това значи, че общата воля противоречи със самата себе си и със свободата.“ Както повечето писатели по това време, той разграничава три форми на управление: демокрация, аристокрация и монархия със смесено правителство като най-идеалната форма на управление.
Важна особеност на политическа философия на Кант е неговото убеждение, че университетът е място, където е необходимо да се създаде т.нар. „творчески конфликт“: ролята на философът е да „контролира“ висшите умения (по негово време това са били теологията, правото и медицината), уверявайки се, че обучението следва напълно принципите на разума, също така целта на вечен мир в обществото може да се постигне само, когато управниците се консултират с философи на професионална основа.

## „Вечен мир“
Вечния мир се отнася до състоянието на нещата, където мирът е трайно установен в определен участък.
Видимо, идеята за вечен мир за първи път се появява през 18 век, когато Charles-Irénée Castel de Saint-Pierre публикува есето си „Проект за вечен мир“ анонимно, докато работи като преговарящ за Договора от Утрехт. Към края на 18 век, терминът става широко разпространен. Терминът „Вечен Мир“ става признат, след като немския философ Имануел Кант публикува есето си „Вечния мир“: философски проект, който има огромно влияние върху съвременната политика.

### Възгледите на Кант и неговите потомци
Другите съвременни планове за вечен мир произлезли от есето на Имануел Кант през 1795 г. „Към Вечния мир: философски проект“ (Zum ewigen Frieden Ein philosophischer Entwurf..). В това есе, немския философ Имануел Кант описва своята предложена програма за мир. Вечен мир безспорно се разглежда като отправна точка на съвременната либерална мисъл. Вечен мир е структуриран в две части. „Предварителните статии“ описващи стъпките, които трябва да се вземат веднага:
1. „Не е тайна, че договор на мира се поддържа валиден, когато има мълчаливо запазени въпроси за бъдеща война“
2. „Не са независими държави – големи или малки, ще дойдат под властта на друга държава по наследство, замяна, покупка или дарение“
3. „Постоянните армии да бъдат напълно премахнати във времето“
4. „С оглед на външното партньорство между държавите няма да бъде сключван договор за държавни дългове
5. „Нито една държава не се намесва със сила в конституцията или правителството на друга държава“
6. „Нито една държава не трябва, по време на войната да си позволява враждебни действия, които ще направят невъзможно взаимното доверие в последващия мир: това са наемането на убийци (percussores), отровители (venefici), нарушение на капитулация, и подстрекателство към измяна (perduellio) в държавата-противник“

Три Окончателни клаузи ще осигурят не само прекратяване на военните действия, но основата, върху която да се изгради мир.
1. „Гражданската конституция на всяка държава трябва да бъде републиканска“
2. „Правото на народа се основава на федерация от свободни държави“
3. „Законът на световното поданство се ограничава до условията на универсално гостоприемство“

Есето на Кант в някои отношения прилича, но се различава значително от съвременната демократична теория за мир. Той говори за републикански Republikanisch (не е демократично) членки, които той определя да имат представителни правителства, в които законодателят е разделен от изпълнителната власт. Той не обсъжда всеобщо избирателно право, което е от жизненоважно значение за съвременната демокрация и доста важно за някои съвременни теоретици, неговите коментатори оспорват дали се подразбира от неговия език. Най-важното е, че той не разглежда републиканските правителства като достатъчни сами по себе си да произведат мир: свободата на емиграция (гостоприемство) и Обществото на народите са необходими съзнателно да приемат неговата програма от шест точки.
За разлика от някои съвременни теоретици Кант твърди, че не само републики ще бъдат в мир помежду си, но и по-Тихоокеански от други форми на управление като цяло.
Всеобщата идея, че популярните и отговорни правителства ще бъдат по-склонни да насърчават мира и търговията се превръща в общоприет модел на европейската мисъл и политическа практика. Това е един от елементите на американската политика на Джордж Канинг и външната политика на Лорд Палмерстън. Също така беше представена в либералния интернационализъм на Удроу Уилсън, Джордж Крийл и Уелс, въпреки че други в платформата на Кант имаха дори по-голямо влияние. В следващото поколение, програмата на Кант е представлявана от Четирите свободи и Организацията на Обединените Нации.
Есето на Кант се състои от три части. Различните проекти за вечен мир са се крепели на първата част, считайки че това би било достатъчно да се произведе мир. Другият вариант е да се осъществят следващите две части.
През 1909 г. Норман Ейнджъл разчита само на втората част, като се аргументира, че съвременната търговия воюва непременно неизгодно дори и за технически победоносната страна и за това възможността за успешна война е била Великата илюзия. Джеймс Мил описва Британската империя като външно облекчение за горните класове; Йозеф Шумпетер твърди, че капитализмът направи модерни държави по своята същност чрез мир и за разлика от завладяването и империализма, то икономически е благоприятствало старите аристократични елити.
Тази теория е добре развита през последните години. Мансфилт и Полинс, пишат във вестника за решаване на конфликти, обобщавайки голям опит, който в по-голямата си част, подкрепя тезата. Има различни начини, чрез които трябва да се ограничат обстоятелствата, при които икономическите резултати са във взаимозависимост с намаляването на конфликтите. От друга страна, придвижвайки се отвъд икономическата взаимозависимост, като решение за икономическа свобода в рамките на държавата, Ерик Гартцке е намерил практически доказателства, че икономическата свобода е около петдесет пъти по-ефективна от демокрацията в ограничаването на ожесточени конфликти.
Третата част се състои в идеята, че една конфедерация на миролюбиви владетели може да създаде вечен мир. Кант е разграничил своят съюз от универсалната представа за държава. Кларънс Стрейт предлага в книгата си „Съюз днес“ (1938) обединение на демократичните държави, изградени според модела на щатската конституция. Той оспорва тезата, че посредством търговията и несиловите средства на демокрацията Съюза би се съхранил за вечни времена. Освен това придържайки се към принципите на колективната сигурност, не е сигурен начин за предпазване от евентуални войни.
В план за световен и вечен мир, част IV на „Принципите на международното право“ (1786 – 89), Джереми Бентам, прави предложение за разоръжаване, както и отказ от колонии. Според него, по този начин ще се породи вечен мир, като разчита само на предварителните статии на Кант и в нито една от трите основни точки; противоречащ на съвременните теоретици, той се позовава на общественото мнение, дори и срещу абсолютната монархия в Швеция.